# Torrent del Clot de l'Infern (Gósol)
El Torrent del Clot de l'Infern, que en el seu darrer tram és conegut també amb el nom de Riu de Bonner, és un afluent per l'esquerra de l'Aigua de Valls que transcorre íntegrament pel terme municipal de Gósol, al Berguedà.
Tot el seu curs transcorre per territoris integrats en el Pla d'Espais d'Interès Natural (PEIN) de la Generalitat de Catalunya i més concretament en l'espai de la Serra d'Ensija - Els Rasos de Peguera.

## Xarxa hidrogràfica
La xarxa hidrogràfica del Torrent del Clot de l'Infern, que també transcorre íntegrament pel terme municipal de Gósol, està constituïda per 21 cursos fluvials la longitud total dels quals suma 16.430 m.